# DIP-Schalter

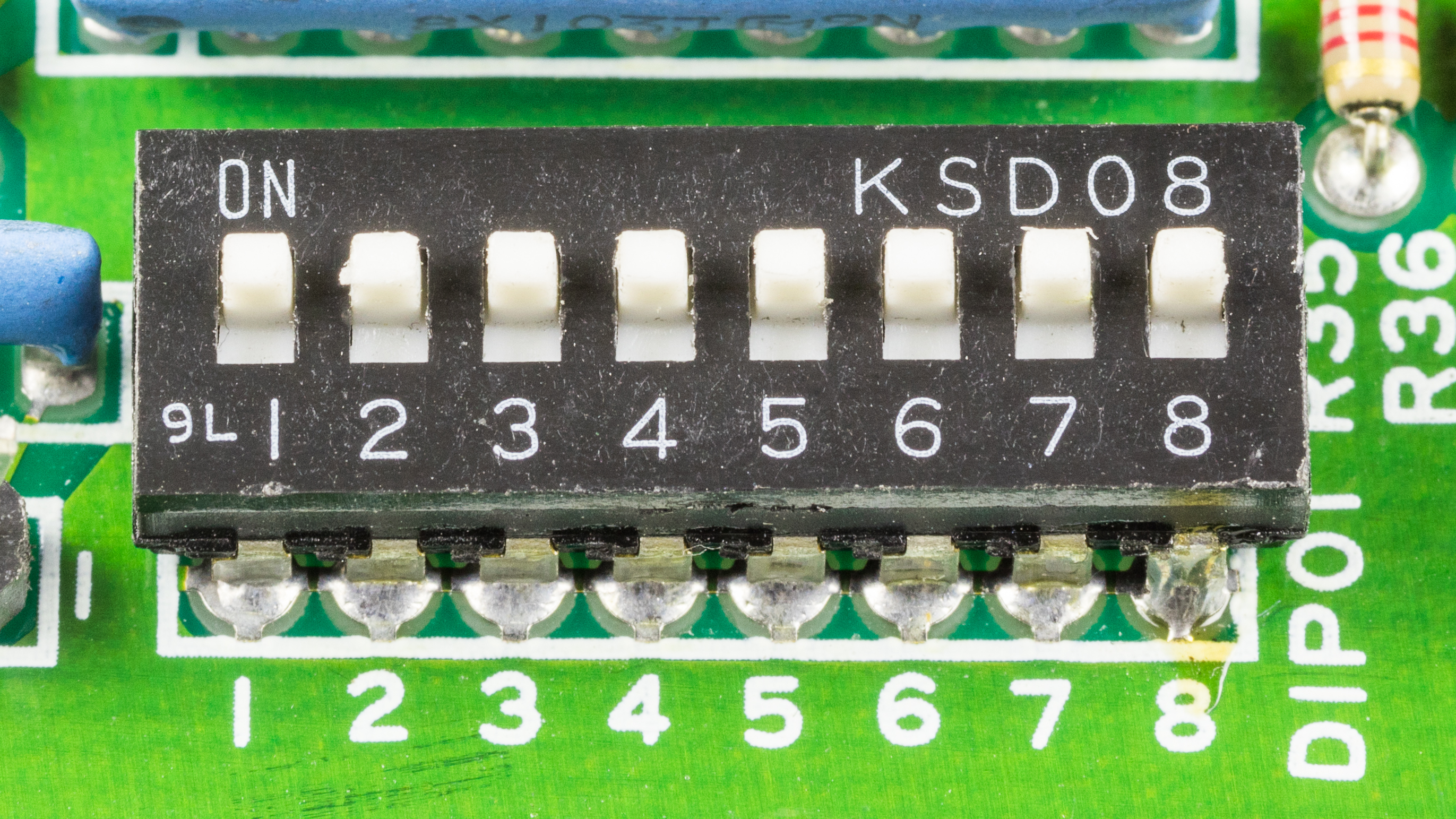
DIP-Schalter (8-fach)

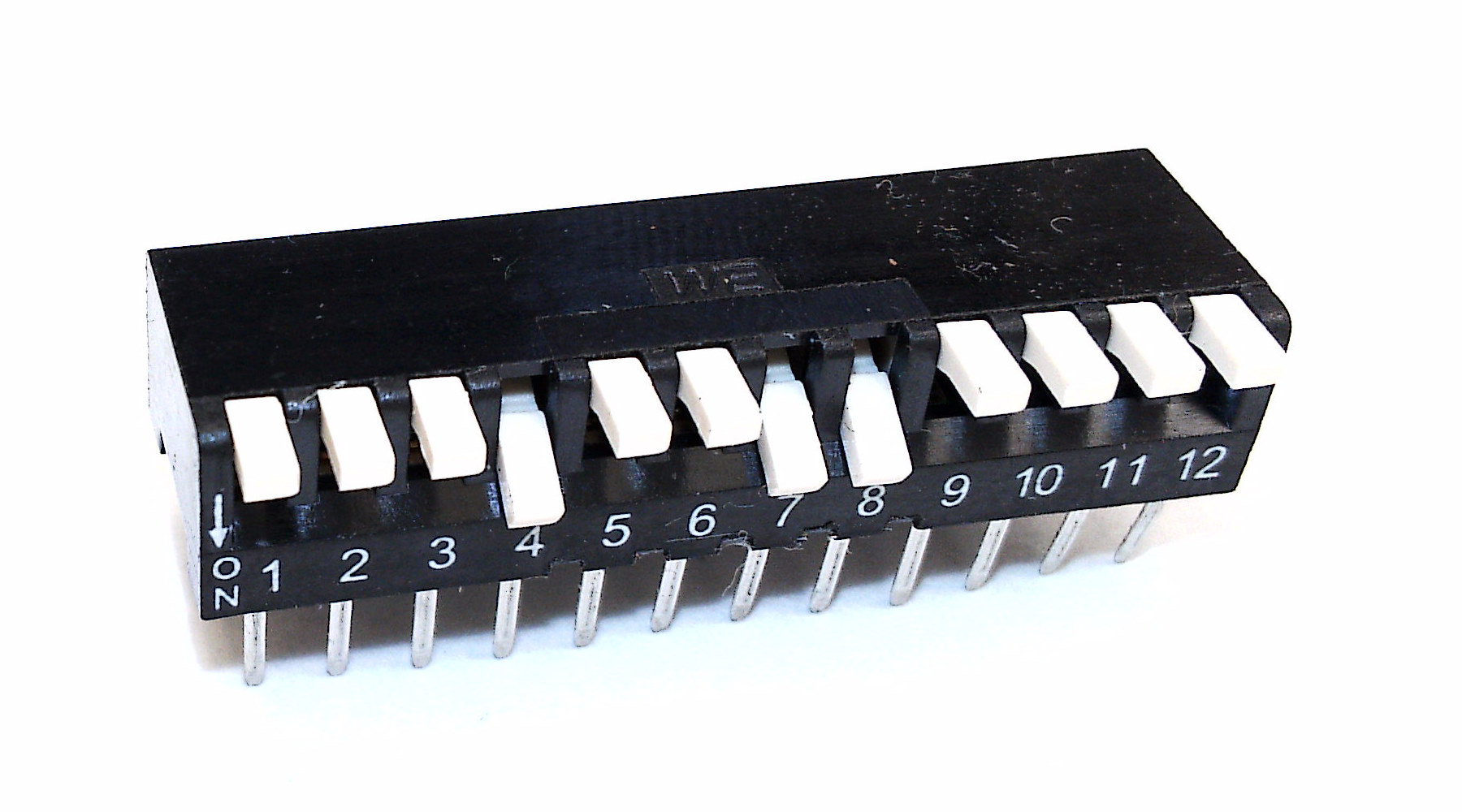
DIP-Schalter (12-fach), piano style von Würth Elektronik

DIP-Schalter (scherzweise auch „Mäuseklavier“ genannt) sind kleine Schalter, die beispielsweise auf der Hauptplatine oder anderen Leiterplatten verwendet werden, um bestimmte Grundeinstellungen vorzunehmen. Die Abkürzung DIP steht für Dual in-line package, also eine Bauform mit zwei parallel angeordneten Anschlussreihen. DIP-Schalter mit Schiebhebeln wurden im Jahre 1977 patentiert.
Das Rastermaß von DIP-Schaltern entspricht meist dem von einfachen Logikbausteinen jeweils gleicher Anschlusszahl im DIL-Gehäuse (dual in-line), daher ist gelegentlich auch die Bezeichnung DIL-Schalter zu lesen. Die Rastermaße betragen im DIP-Gehäuse 2,54 mm (1⁄10 Zoll) und in „Half-pitch“, also halber Rastergröße, 1,27 mm. DIP-Schalter werden mit 1–12 Schalteinheiten produziert.
Die Qualität der Schalter wird durch die Federstahlkonstruktion, Verzinnung oder Vergoldung sowie die Abdichtung beeinflusst. Spezielle DIP-Schalter sind bis 20 g vibrationsfest; solche Anforderungen finden sich bei Geldausgabeterminals, Spielautomaten und verschiedenen industriellen Anwendungen.
Der Vorteil eines DIP-Schalters gegenüber Jumpern liegt in der in sich geschlossenen Bauform. Dadurch kann er nicht wie Jumper komplett von der Leiterplatte abgezogen werden und verloren gehen. Nachteil gegenüber dem Jumper ist der höhere Preis.
Je nach Ausführung können die DIP-Schalter entweder als Schiebeschalter oder als eine Art Hebelschalter ausgeführt sein. Baulich kann der Schalthebel aus einem federnden Werkstoff bestehen oder das Schaltelement in den Kontakthaken eingehängt werden. Beim Hebelschalter sind auch Umschalter realisierbar, die zwischen zwei benachbarten, getrennten Kontakthaken eingehängt werden können. Beim Schiebeschalter besteht je nach Bauform die Möglichkeit, mit einem Schiebehebel einen einzelnen Kontakt oder durch einen breiteren Schiebehebel zwei und mehr Kontakte gleichzeitig zu schalten.
Die Größe der DIP-Schalter erlaubt es gerade noch, sie mit der bloßen Hand zu schalten, meist mit Hilfe eines Fingernagels. Es gibt auch Bauformen, die sich mit der Spitze eines Kugelschreibers schalten lassen, die Schieber enthalten für diesen Zweck eine Vertiefung, so dass das spitze Werkzeug nicht abrutscht. Insbesondere, wenn der DIP-Schalter auf einer ansonsten offen zugänglichen Platine montiert ist, könnte ein Abrutschen schnell zu einem Kurzschluss führen.

## Beispiele
- Auf einer Hauptplatine installierte Komponenten (etwa ser./paral. Schnittstellen, Festplattencontroller, Grafik, Sound etc.) können deaktiviert werden, damit sie nicht mit Erweiterungskarten, die die gleiche Komponente in besserer Qualität bereitstellen, kollidiert.
- Bei PCs können bestimmte Voreinstellungen wie z. B. eine SCSI-ID oder ein Ein-/Aus-Zustand gesetzt werden.
- Beim Handsender des Garagentorantriebs wird der Code über DIP-Schalter eingestellt.
- Häufig ermöglichten DIP-Schalter bei Arcade-Automaten dem Aufsteller, einige Spieleinstellungen zu ändern.